# Aramäisches Levi-Dokument
Das Aramäische Levi-Dokument (veraltet auch Aramäisches Testament Levis) ist eine jüdische Schrift aus der Zeit des Zweiten Tempels. Es wurde erstmals entdeckt unter den Funden aus der Kairoer Geniza. Weitere Fragmente fanden sich unter den Schriftrollen vom Toten Meer. Das Verhältnis zum griechischen Testament Levis aus den Testamenten der zwölf Patriarchen ist unklar.

## Beschreibung der Textzeugen
Das Aramäische Levi-Dokument wurde erstmals unter den Schriften und Fragmenten aus der Kairoer Geniza entdeckt. Im Jahr 1900 veröffentlichten Herman L. Pass und John Arendzen ein Blatt aus dem Bestand der University of Cambridge, Signatur T.-S. 16 fol. 94. Es handelt sich dabei um die Reste eines Pergamentbogens von zwei Blatt. Jedes Blatt ist doppelseitig beschrieben und enthält zwei Kolumnen zu je 23 Zeilen. Vorgezeichnete Hilfslinien sind erkennbar. Ein Blatt ist größtenteils erhalten, nur von der inneren Kolumne fehlt der obere Teil. Vom zweiten Blatt hingegen existieren nur noch Reste einer Kolumne. Insgesamt sind also Reste von sechs Kolumnen erhalten (bezeichnet als Cambridge-Kolumnen a–f). Die Schrifttype wurde als „Oriental hand, which can scarcely be later than the eleventh century“ bestimmt. Der erhaltene Text weist inhaltliche Parallelen zum griechischen Testament Levis aus den Testamenten der zwölf Patriarchen auf. Da es kaum wörtliche Übereinstimmungen gibt, handelt es sich jedoch offensichtlich nicht um eine Übersetzung.
Kurz nach der Veröffentlichung des ersten Geniza-Fragmentes wurde in Vorbereitung einer kritischen Ausgabe der Testamente der zwölf Patriarchen jedoch bemerkt, dass eine der griechischen Handschriften aus dem Kloster Koutloumousiou auf dem Berg Athos Zusätze enthält, die in keiner anderen Handschrift der Testamente vorkommen. Einer dieser drei Zusätze stimmt wörtlich überein mit Kolumne c des Cambridger Geniza-Fragmentes. Damit konnte dieser Zusatz als griechische Übersetzung des Aramäischen Levi-Dokumentes erwiesen werden.
Ebenfalls entdeckt wurde eine Sammelhandschrift verschiedener biblischer und patristischer Werke in syrischer Sprache, die unter anderem auch Auszüge aus dem Aramäischen Levi-Dokument enthält. Die Passage ist eine wörtliche Übersetzung eines Textabschnittes aus den Kolumnen d und e des bis dahin bekannten Geniza-Fragmentes.
Wenige Jahre später wurde in den Beständen der Bodleian Library (Oxford) aus der Kairoer Geniza ein weiteres Blatt entdeckt, welches als Teil des Aramäischen Levi-Dokumentes identifiziert werden konnte, Signatur Heb c 27 fol. 56. Es ist vergleichsweise gut erhalten: Lediglich an der Innenseite fehlt ein kleiner Teil, die äußere Kolumne ist leicht eingerissen. Das Blatt konnte aufgrund paläographischer Vergleiche derselben Handschrift zugewiesen werden wie das Cambridger Fragment. Da der Text ab Kolumne b mit der griechischen Handschrift Koutloumous 39 übereinstimmt, konnte ein zusammenhängender Text mit dem Fragment aus Cambridge erstellt werden. Ebenso konnte nun mithilfe buchtechnischer Überlegungen rekonstruiert werden, dass zwischen den Fragmenten aus Oxford und Cambridge ein weiteres Doppelblatt existiert haben muss, dessen Text sich in der griechischen Handschrift wiederfindet.
Der israelische Experte für Fragen mittelalterlicher Handschriften Malachi Beit-Arié bestimmte die Schrifttype aufgrund von Photographien erneut und kam zu dem Schluss, „that the fragments belong to the earliest layer of Geniza material; despite the difficulty in dating the fragments due to lack of comparative material it seems to me […], that they were written before 1,000 […]“. Eine umfassende Neubearbeitung der Genizatexte samt Übersetzung unternahmen Jonas C. Greenfield und Michael E. Stone 1979 und Émile Puech 2002 bzw. 2008. Dieser legte seiner französischen Übersetzung allerdings auch umfangreiche Textergänzungen zugrunde.